# Rubus calycinus
Rubus calycinus är en rosväxtart som beskrevs av Nathaniel Wallich och David Don. Rubus calycinus ingår i släktet rubusar, och familjen rosväxter.

## Underarter
Arten delas in i följande underarter:
- R. c. suffruticosus
- R. c. tonglooensis